# إسحاق محمد الخليفة شريف
إسحاق محمد الخليفة شريف بن حامد (1923-1993)، شاعر وكاتب وسياسي من السودان. ولد في مدينة أم درمان وتوفي بها، عاش في السودان وبريطانيا وفرنسا والسعودية.
تخرج في كلية غردون عام 1945، وفي جامعة اكسفورد عام 1949، وفي جامعة دبلن عام 1951، كما نال دبلوم الدراسات العليا في العلوم الاجتماعية من جامعة باريس عام 1959. عمل مديرًا لمشاريع أسرته الزراعية بالنيل الأبيض. التحق مترجمًا برابطة العالم الإسلامي بمكة المكرمة 1973 - 1985.
كان على اطلاع واسع على الشعر الإنجليزي والشعر الفرنسي، ويعد من الشعراء المجددين الذين تأثروا بالرمزية، وقد ترجم بعض منتخباته إلى العربية، وكان له اهتمام خاص بشعر بودلير، وكتب عنه كثيرا. في أدبه دعوة إلى القومية السودانية، كما يشيع في ديوانه قدر من التشاؤم والحزن. يعد من مدرسة التجديد في الشعر السوداني المعاصر.

## أعماله
- ديوان «زهر وقفر» - دار الريحاني - بيروت 1956 وله عدد كبير من القصائد نظمها باللغة الإنجليزية.[5]

- أبحاث ومحاضرات ومترجمات.. بعضها منشور، ومعظمها مخطوط.